# Polska Formuła Easter Sezon 1978
1978 – czwarty sezon Polskiej Formuły Easter. Był rozgrywany w ramach WSMP jako klasa 8. Składał się z pięciu eliminacji. Mistrzem został Marcin Biernacki.

## Kalendarz wyścigów
| Runda | Data            | Tor    | Pole position | Najszybsze okrążenie | Zwycięzca (kierowcy) | Zwycięzca (zespoły)         |
| ----- | --------------- | ------ | ------------- | -------------------- | -------------------- | --------------------------- |
| 1     | 7 maja          | Poznań | ?             | ?                    | Marcin Biernacki     | Automobilklub Warszawski    |
| 2     | 28 maja         | Kielce | ?             | ?                    | Józef Kiełbania      | Automobilklub Świętokrzyski |
| 3     | 2 lipca         | Poznań | ?             | ?                    | Marcin Biernacki     | Automobilklub Warszawski    |
| 4     | 10 września     | Toruń  | ?             | ?                    | ?                    | ?                           |
| 5     | 15 października | Kielce | ?             | ?                    | Marcin Biernacki     | Automobilklub Warszawski    |

## Klasyfikacja kierowców
| Legenda oznaczeń w tabelach wyników Wyświetl szablon na nowej stronie | Legenda oznaczeń w tabelach wyników Wyświetl szablon na nowej stronie                                                                     |
| Oznaczenie                                                            | Wyjaśnienie |
| --------------------------------------------------------------------- | --- |
| Złoty                                                                 | Zwycięzca lub mistrzostwo |
| Srebrny                                                               | 2. miejsce lub wicemistrzostwo |
| Brązowy                                                               | 3. miejsce lub II wicemistrzostwo |
| Zielony                                                               | Ukończył, punktował (w klasyfikacji generalnej, gdy zdobył co najmniej jeden punkt na przestrzeni sezonu, poza trzema powyższymi opcjami) |
| Niebieski                                                             | Ukończył, nie punktował (w klasyfikacji generalnej, gdy nie zdobył co najmniej jednego punktu na przestrzeni sezonu)                      |
| Czerwony                                                              | Nie zakwalifikował się (NZ) |
| Czerwony                                                              | Nie prekwalifikował się (NPK) |
| Różowy                                                                | Nie ukończył (NU) |
| Różowy                                                                | Niesklasyfikowany (NS) (w klasyfikacji generalnej, gdy nie został sklasyfikowany w żadnym wyścigu sezonu)                                 |
| Czarny                                                                | Zdyskwalifikowany (DK) |
| Czarny                                                                | Wykluczony (WYK/EX) |
| Biały                                                                 | Nie wystartował (NW) |
| Biały                                                                 | Kontuzjowany (K/INJ) |
| Biały                                                                 | Wyścig odwołany (OD/C) |
| Bez koloru                                                            | Został wycofany (WYC/WD) |
| Bez koloru                                                            | Nie przybył (NP/DNA) |
| Bez koloru                                                            | Nie brał udziału w treningach (NT/DNP) |
| Bez koloru                                                            | Nie został zgłoszony (–) |
| Pogrubienie                                                           | Start z pole position |
| Kursywa                                                               | Najszybsze okrążenie wyścigu |
| †                                                                     | Nie ukończył, ale jego rezultat został zaliczony ze względu na przejechanie więcej niż 90% dystansu wyścigu.                              |
| *                                                                     | Sezon w trakcie |
| 1/2/3                                                                 | Punktowana pozycja w sprincie kwalifikacyjnym                                                                                             |
| Lista systemów punktacji Formuły 1                                    | |

| Poz. | Kierowca         | Zespół                      | POZ | KIE | POZ | TOR | KIE |
| ---- | ---------------- | --------------------------- | --- | --- | --- | --- | --- |
| 1    | Marcin Biernacki | Automobilklub Warszawski    | 1   | 2   | 1   | ?   | 1   |
| 2    | Józef Kiełbania  | Automobilklub Świętokrzyski | 2   | 1   | 2   | ?   | 3   |
| 3    | Stefan Jagielski | Automobilklub Świętokrzyski | 3   | 3   | 3   | ?   | 4   |
|      | Otto Bartkowiak  | Automobilklub Śląski        | ?   | ?   | ?   | ?   | 2   |
|      | Piotr Oreńczuk   | Automobilklub Śląski        | ?   | ?   | ?   | ?   | 5   |